# 勒洛三角形
勒洛三角形（英語：Reuleaux triangle），也译作莱洛三角形或弧三角形，又被稱為劃粉形或曲邊三角形，是除了圆形以外，最简单易懂的勒洛多边形，一个定宽曲线。将一个曲线图放在两条平行线中间，使之与这两平行线相切，则可以做到：无论这个曲线图如何运动，只要它还是在这两条平行线内，就始终与这两条平行线相切。这个定义由十九世纪的德国工程师弗蘭茨·勒洛命名。

## 绘制
使用一个圆规，画一个大小合适的圆弧。

如何绘制一个勒洛三角形

在正方形中滚动的勒洛三角形

以同样的半径，以第一个圆弧上的一点画第二个圆弧。
以2个圆的一个交点为圆心，半径不变，做第三个圆弧。
通过勒贝格积分可以算出，勒洛三角是定宽曲线所能构成的面积最小的图形，其面积为{\displaystyle {1 \over 2}(\pi -{\sqrt {3}})s^{2}}，{\displaystyle s}为定宽宽度。
勒洛三角也是“除了圆形以外，还有什么形状的下水道盖不会掉入下水道？”这个问题的一个答案。

### 三維空間

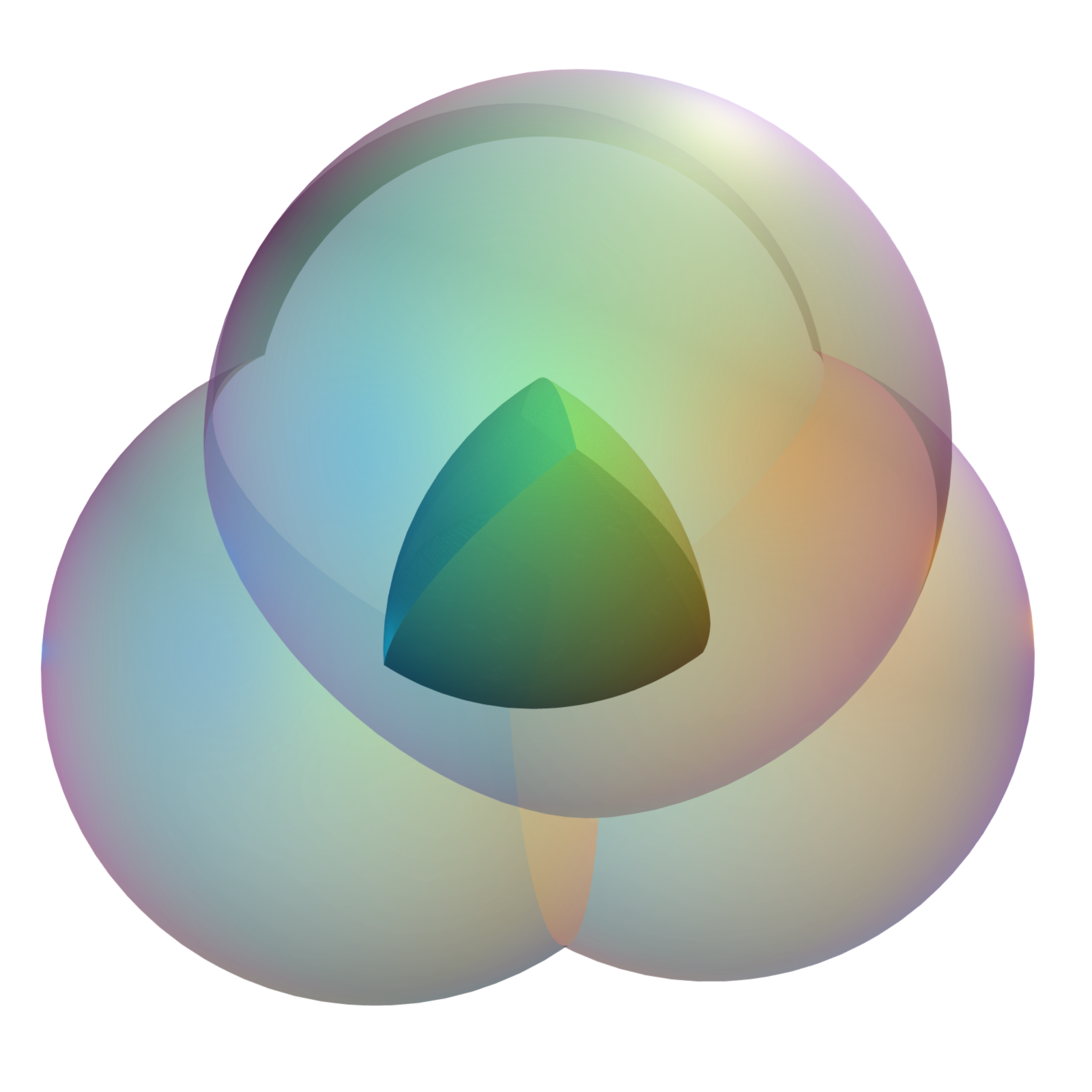
四個相交的球體，其中心為一個勒洛四面體

## 备注
1. ↑  Theoni Pappas, 陳以鴻譯. . 臺北縣新店市: 世茂出版社. 2004: P.280. ISBN 9577766110.
2. ↑  Klee, Victor, , The Two-Year College Mathematics Journal, 1971, 2 (2): 14–27, doi:10.2307/3026963.

- Heinrich Guggenheimer (1977) Applicable Geometry, page 58, Krieger, Huntington ISBN 0-88275-368-1 .

## 相关资料
- How Round is Your Circle? - book about various geometric properties, including curves and solids of constant width
- Shapes of constant width（页面存档备份，存于） at cut-the-knot

勒洛三角形是一个固定宽度的曲线图，以一个等边三角形为基础。边上的每个点到对应顶点的距离都是相等的。

- Russian-language site with downloadable films about the Reuleaux triangle, also showing the Wankel engine and the mechanics of a famous Soviet film projector[永久]